# Santo Domingo (Maxcanú)
Santo Domingo es una localidad del municipio de Maxcanú en Yucatán, México.

## Toponimia
El nombre (Santo Domingo) hace referencia a Domingo de Guzmán.

## Demografía
Según el censo de 2005 realizado por el INEGI, la población de la localidad era de 1159 habitantes, de los cuales 598 eran hombres y 561 eran mujeres.
| 330                         | 421 | 374 | 310 | 366 | 424 | 417 | 494 | 695 | 962 | 997 | 1051 | 1159 |
| (Fuente: INEGI [Consultar]) |     |     |     |     |     |     |     |     |     |     |      |      |